# El hipocampo de oro
El hipocampo de oro es un cuento del escritor peruano Abraham Valdelomar, publicado por primera vez en 1920. Es uno de los más logrados cuentos fantásticos del autor.

## Publicación
Apareció publicado por primera vez en la revista Stylo, Nº 1, en 1920, como una obra póstuma del escritor, fallecido el año anterior. Tiene sin embargo un antecedente, lo que se llama un antetexto, titulado «El príncipe Durazno», que fue publicado en la revista Variedades, en octubre de 1919, es decir, poco antes de la muerte de Valdelomar. Se trata de un texto incompleto, pues solo incluye las tres primeras partes y un fragmento de la cuarta.

## Escenarios
Está ambientado en una aldea de pescadores indígenas, la playa adyacente y un bosque lejano. Se inspira sin duda en el ambiente en que el que Valdelomar vivió su niñez en la ciudad de Pisco, con su vecina caleta de San Andrés de los pescadores.

## Personajes

### Principales
- El Hipocampo de Oro, personaje fantástico, un hipocampo de naturaleza singular, que era el rey de las profundidades del mar, pero que no era feliz, pues su peculiar composición orgánica lo obligaba cada cierto tiempo a proveerse de nuevos ojos, pero no cualquiera, sino aquellos que sentía que le estaban predestinados. También necesitaba de una nueva copa de sangre (que le daba brillantez a su cuerpo), así como de azahar de durazno de las dos almendras (que le daba el poder de la sabiduría).
- La señora Glicina, una mujer que vivía en una aldea de pescadores indígenas. Era blanca, joven, bella, pero estéril. Su mayor deseo era tener un hijo. Una noche tuvo un idilio fugaz con un marinero que parecía ser un príncipe rutilante; éste, antes de irse a la mañana siguiente, le advirtió que en el transcurso de tres años, tres meses, tres semanas y tres días debía ir a la orilla del sur y que allí nacería el fruto de su amor.

### Secundarios
- El gallardo caballero que un día llegó en un barco extraño, desembarcando en la orilla. Parecía un príncipe de las novelas de caballería. Pernoctó una sola noche en la casa de Glicina; ambos se amaron, pero él partió a la mañana siguiente. Desde entonces Glicina fue conocida como la viuda de la aldea.
- Un viejo pescador de perlas, que también avisa a la señora Glicina sobre la presencia del Hipocampo de oro.
- Un joven pescador de corales, que igualmente alerta a la señora Glicina sobre la aparición del Hipocampo de oro.
- Un niño pescador de carpas, que alerta a la señora Glicina sobre la aparición del Hipocampo de oro.
- El Durazno de las dos almendras, que entrega a Glicina su azahar de tres pétalos, su parte más preciada.

## Tema
El tema central es el deseo de procreación de la señora Glicina (viuda y estéril) y el deseo de longevidad del Hipocampo de oro (que debía renovar partes vitales de su organismo para sobrevivir). Ambos intereses confluyen y se benefician mutuamente.

## Estructura
El cuento está dividido en seis bloques o capítulos cortos, numerados con dígitos romanos.
I.- Comienza presentando a la señora Glicina, una mujer blanca que vivía en una aldea de indígenas, y que tenía una tortuga.
II.- Se hace una descripción física de Glicina; según el narrador, tenía una belleza en proceso de perfección.
III.- Se resalta el hecho que la señora Glicina era viuda y estéril. Cierta vez se aloja en su casa un navegante con figura de príncipe con quien tuvo un fugaz amorío; éste parte pronto en su nave y desde entonces la señora Glicina es conocida como la viuda de la aldea.
IV.-  Tiempo después de su encuentro amoroso, Glicina se encamina por la orilla, hacia el sur. Unos pescadores le advierten de la salida del Hipocampo de Oro, el rey de las profundidades marinas, que salía a buscar nuevos ojos, su copa de sangre y el azahar del Durazno de las dos almendras, elementos vitales para poder continuar siendo soberano en el fondo del mar. Glicina espera la llegada del Hipocampo y producido el encuentro se entabla un diálogo. El Hipocampo le explica sus necesidades y le dice que sería capaz de dar cualquier cosa por obtenerlas. Glicina se ofrece a darle sus ojos y su sangre y a buscarle el azahar de durazno, todo ello a cambio de la capacidad de procrear un hijo, el fruto de su amor con el caballero navegante. El Hipocampo se lo promete y le indica el camino para llegar al bosque donde se encuentra el Durazno.
V.-  Glicina, luego de un penoso viaje, llega al bosque y consigue el azahar de los tres pétalos del Durazno de las dos almendras.
VI.-  Glicina retorna donde el Hipocampo y le entrega lo prometido: una copa llena de su sangre, sus ojos y el azahar de los tres pétalos. El Hipocampo, en retribución, le otorga la facultad de tener un hijo, que nacerá a la mañana siguiente, pero le advierta que ella morirá después. Pero Glicina está dispuesta a tal sacrificio, pues su mayor deseo era tener un descendiente.

## Resumen
La historia sucede en una aldea de pescadores, donde vivía la señora Glicina, la única mujer blanca entre pobladores indígenas. Era todavía joven, bella y llena de vida, pero estéril. Vivía acompañada de una tortuga obesa. Un día recibió la visita de un navegante con apariencia de gallardo caballero, con quien tuvo un idilio fugaz que duró solo una noche, pues a la mañana siguiente aquel partió raudo en su nave. Desde entonces Glicina era conocida como la viuda de la aldea.
Pasaron tres años, tres meses, tres semanas y tres días y al cumplir este tiempo Glicina se encaminó por la orilla hacia el sur. Se encontró con un pescador de perlas quien le recomendó que no siga porque en esa época, al caer la noche, salía el Hipocampo de oro en busca de su copa de sangre, dejando huellas fosforescentes en la arena. Después encontró a un pescador de corales, quien le previno que a esa hora salía el Hipocampo en busca de ojos; le indicó también que un silbido estridente precedía a su aparición. Más adelante encontró a un niño pescador de carpas y éste le contó que el Hipocampo de oro salía en busca de azahares de durazno de las dos almendras, y que un pez con alas luminosas precedía su aparición.
Todo lo que habían advertido los pescadores se cumplió: al caer la noche apareció el Hipocampo de oro, quien se puso a llorar desconsoladamente llamándose rey desdichado. Glicina, que le había esperado sentada a la orilla del mar, le preguntó por qué era desdichado siendo rey. El Hipocampo le respondió que, aunque sus súbditos le daban todo lo que tenían, incluso la vida, no podían darle una total felicidad, pues debido a su extraña conformación orgánica tenía que proveerse de nuevos ojos cada luna, los cuales debían ser muy bellos. También necesitaba de una nueva copa de sangre, que era lo que le daba brillantez a su cuerpo. Otra cosa que precisaba era azahar de durazno de las dos almendras, que era lo que le daba el poder de la sabiduría. De otro modo sería el último de los peces pues carecería de belleza y elocuencia. Por eso es que su vida era una sucesión de dolor y felicidad. De no obtener esos tres dones no podría volver a su reino y moriría irremediablemente, no bien saliera el sol.
Glicina le preguntó al Hipocampo qué daría a cambio de las tres cosas que necesitaba. El Hipocampo le respondió que cualquier cosa, incluso el secreto de la felicidad. Para Glicina la felicidad consistía en el amor que trae consigo un hijo. Le contó entonces al Hipocampo su historia, cómo en una sola noche amó a un caballero que parecía un príncipe rutilante, quien al despedirse le dijo que en el plazo de tres años, tres meses y tres días fuera hacia el sur, por la orilla del mar y nacería entonces el fruto del amor de ambos. Así lo había hecho, y ahora estaba dispuesta a dar sus ojos, llenar la copa de sangre e ir a buscar el durazno de las dos almendras, con tal que naciera el fruto de su amor. El Hipocampo se alegró y le prometió que su hijo nacería, pero que antes debería viajar hacia el oriente, cruzar un bosque y un río caudaloso, donde para llegar a la otra orilla solo tenía que decir que «la flor de durazno de las dos almendras, la copa de sangre y las pupilas mías son para el Hipocampo de oro». Lo demás llegaría solo.
Glicina partió de inmediato y tras cruzar el río se sentó bajo un árbol, muy cansada. Dijo en voz alta que dónde estaría el durazno de las dos almendras; de pronto escuchó una voz que preguntaba quién lo buscaba. Era el mismo Durazno, que informado del motivo del viaje de Glicina, entregó su azahar de tres pétalos, que era lo más preciado que tenía; lo hacía, según dijo, porque el Hipocampo había sido bueno una vez con él.
Glicina volvió donde el Hipocampo, cuando ya estaba a punto de salir el sol. El Hipocampo, que la esperaba lleno de angustia, le pidió la copa de sangre; ella se abrió el pecho y se cortó una arteria, llenando con su sangre la copa que el Hipocampo bebió de un sorbo. Luego, ella le entregó el azahar de durazno de las dos almendras, que el Hipocampo guardó en el corazón de una perla. Acto seguido, Glicina se arrancó los ojos y los entregó al Hipocampo, el cual se los colocó en sus cuencas ya vacías. Cumplida su parte, Glicina le pidió el hijo prometido. El Hipocampo le dijo que se llevara el tallo del cual había arrancado los tres pétalos y que su hijo nacería en la mañana siguiente. Le ofreció también duplicar la virtud que desease para su hijo y ella pidió que fuera la del amor. El Hipocampo le concedió su deseo, pero le advirtió que moriría después que naciera su hijo. Ella le agradeció de todos modos, pues valía la pena morir por lo que siempre había deseado: un hijo. El Hipocampo se fue hacia su reino, en las profundidades del mar.

## Análisis temático
Este relato, de corte modernista, ha sido interpretado bajo diversas ópticas. Se nota un contraste entre los personajes principales: el Hipocampo de Oro, soberano de las profundidades marinas, masculino, longevo, que posee sabiduría y belleza física, pero necesita renovar elementos vitales para mantener estas cualidades, elementos que debe necesariamente arrebatar a otros seres. También precisa del azahar del Durazno de las dos almendras, un elemento que solo se puede conseguir viajando a un bosque lejano, lo cual le concede sabiduría. La señora Glicina, aldeana, mujer, joven, estéril, con una belleza en proceso de perfección (es decir, aún no lograda), posee en cambio la fuerza vital que necesita el Hipocampo: sus ojos y su sangre, así como la fortaleza de realizar un largo viaje en busca del azahar de Durazno; a cambio de todo ello obtiene del Hipocampo la capacidad de concebir un hijo, que para toda mujer constituye su cabal realización, así como una manera de trascendencia. Ambos intereses se benefician así mutuamente. Glicina tendrá su hijo añorado, mientras que el Hipocampo retorna física y mentalmente renovado a su reino. Ambos harán posible un renacimiento de la vida: el Hipocampo logra su supervivencia, aunque temporal, pues cada cierto tiempo deberá buscar nuevamente sus elementos vitales, mientras que Glicina, si bien morirá luego del alumbramiento, logra su perpetuación con un descendiente, que será un príncipe.